# Wayne Joseph Kirkpatrick
Ne doit pas être confondu avec Wayne Kirkpatrick.
Pour les articles homonymes, voir Kirkpatrick.
Wayne Joseph Kirkpatrick, né le 5 juin 1957 à Saint Catharines en Ontario, est un prélat canadien de l'Église catholique. Depuis 2019, il est l'évêque du diocèse d'Antigonish en Nouvelle-Écosse. De 2012 à 2019, il était évêque auxiliaire de l'archidiocèse de Toronto en Ontario.

## Biographie
Wayne Joseph Kirkpatrick est né le 5 juin 1957 à Saint Catharines en Ontario,,. Il a étudié à l'Université de Waterloo et au collège St. Jerome (en) de Waterloo en Ontario. Il a été diplômé d'un baccalauréat ès arts en philosophie. En 1980, il est entré au séminaire Saint-Augustin de Toronto en Ontario d'où il a été diplômé d'une maîtrise en théologie (en),.
Le 1er septembre 1984, il a été ordonné prêtre pour le diocèse de Saint Catharines en Ontario,,. En juin 1990, il a été diplômé d'une licence (maîtrise) en droit canon de l'Université Saint-Paul d'Ottawa en Ontario,.
En tant que prêtre au sein du diocèse de Saint Catharines, il a occupé diverses fonctions au niveau de l'administration du diocèse pendant 22 ans ainsi que comme prêtre de paroisse en parallèle pendant 17 ans. Il a été membre du conseil des finances du diocèse pendant 17 ans et a notamment été président du comité des prêtres pendant trois mandats.
En juin 1999, il a été nommé prélat d'honneur par le pape Jean-Paul II, une distinction de l'Église catholique qui donne le titre de monseigneur à des prêtres en reconnaissance des services rendus à l'Église. D'avril à novembre 2010, il a été administrateur diocésain du diocèse de Saint Catharines.
Le 18 mai 2012, il a été nommé évêque auxiliaire de l'archidiocèse de Toronto en Ontario et évêque titulaire d'Aradi (de) par le pape Benoît XVI. Le 25 juillet suivant, il a été consacré évêque en la cathédrale de Sainte-Catherine-d'Alexandrie de Saint Catharines avec le cardinal Thomas Christopher Collins comme principal consécrateur et les évêques John Aloysius O’Mara (de) et Gerard Paul Bergie (de) comme principaux co-consécrateurs. En tant qu'évêque auxiliaire de l'archidiocèse de Toronto, il a été principalement chargé des besoins pastoraux de la région du Nord,. De 2014 à 2019, il a également été le président du séminaire Saint-Augustin ainsi qu'un membre du conseil d'administration de l'École de théologie de Toronto.
Le 18 décembre 2019, il a été nommé évêque du diocèse d'Antigonish en Nouvelle-Écosse par le pape François où il a inauguré son épiscopat le 3 février 2020,.